# Емилия Лепида (дъщеря на Лепид Младши)
Емилия Лепида (на латински: Aemilia Lepida; † сл. 20 г.) от род Емилии е осъдена за различни престъпления и заточена.

## Биография
Дъщеря е на Марк Емилий Лепид Младши († 30 пр.н.е.). Внучка е на триумвир Марк Емилий Лепид и Юния Секунда, сестрата на политика Марк Юний Брут, убиеца на Гай Юлий Цезар. Сестра е на Маний Емилий Лепид (консул 11 г.).
Като млада Емилия Лепида е обещана на Луций Цезар, внукът на Октавиан Август, който умира през 2 г. Тя се омъжва на следващата година за богатия с четири години по-голям сенатор Публий Сулпиций Квириний, с когото се развежда през 20 г. поради изневяра.
Вторият ѝ съпруг е сенатора, оратора и поета Мамерк Емилий Скавър и двамата имат една дъщеря или син. Той се развежда с нея, когато през 22 г. е заточена заради убийство чрез отравяне на първия ѝ мъж Квириний, доказано от нейните роби чрез измъчване. През 20 г. тя е защитавана от брат си.